# Teatro Sarmiento
El Teatro Sarmiento se encuentra ubicado en la Ciudad de Buenos Aires dentro del predio del Jardín Zoológico de Buenos Aires.

## Historia
Según una placa encontrada en su interior fue inaugurado el 21 de enero de 1938 para la puesta en escena de obras infantiles. Sin embargo, durante muchos años fue utilizado como depósito del zoológico hasta que en 1955 la Municipalidad lo reacondicionó volviéndolo a destinar a su uso original.
En la década de 1970 pasó a depender del Teatro San Martín y sus directivos decidieron ampliar el espectro cultural al agregarle obras para adultos. En 1982 integró la Organización Teatral Presidente Alvear, y además de obras teatrales fueron presentados en el teatro espectáculos de danza y de humor. Finalmente pasaría a formar parte del Complejo Teatral de Buenos Aires, y actualmente se presentan actividades artísticas relacionadas con la experimentación y la investigación.